# Зайцева Річка
За́йцева Рі́чка (рос. Зайцева Речка) — селище у складі Нижньовартовського району Ханти-Мансійського автономного округу Тюменської області, Росія. Адміністративний центр та єдиний населений пункт Зайцеворіченського сільського поселення.
Населення — 569 осіб (2017, 703 у 2010, 686 у 2002).
Національний склад станом на 2002 рік: росіяни — 83 %.